# Holland Cup 2023/2024
De Holland Cup 2023/2024 is het dertiende seizoen van deze door de KNSB georganiseerde serie schaatswedstrijden. De Holland Cup bestaat uit losse afstanden. De wedstrijden van de Holland Cup gelden tevens als belangrijke plaatsingswedstrijden voor de Nederlandse kampioenschappen.

## Wedstrijden
| Wedstrijd                                        | Data                | IJsbaan         | Plaats    | Extra belang                              |
| ------------------------------------------------ | ------------------- | --------------- | --------- | ----------------------------------------- |
| Holland Cup 1 (tevens IJsselcup)                 | 14–15 oktober 2023  | De Scheg        | Deventer  | Plaatsing Wereldbekerkwalificatietoernooi |
| Holland Cup 2a (tevens Gruno Bokaal)             | 18–19 december 2023 | Kardinge        | Groningen | ?                                         |
| Holland Cup 3                                    | 9–10 december 2023  | Kardinge        | Groningen | Plaatsing NK afstanden 2024               |
| Holland Cup 4a (tevens Kraantje Lek Trofee)      | 3–4 februari 2024   | IJsbaan Haarlem | Haarlem   | Plaatsing NK allround 2024                |
| Holland Cup 4a (tevens Eindhoven Trofee)         | 3–4 februari 2024   | IJssportcentrum | Eindhoven | Plaatsing NK allround 2024                |
| Holland Cup 4s (tevens Utrecht City Bokaal)      | 3–4 februari 2024   | Vechtsebanen    | Utrecht   | Plaatsing NK sprint 2024                  |
| Holland Cup finale (tevens NK neo-senioren 2024) | 9–10 maart 2024     | De Meent        | Alkmaar   | ?                                         |

## Winnaars

### Mannen
| Wedstrijd                          | 500 meter            | Tijd            | 1000 meter               | Tijd                  | 1500 meter            | Tijd                  | 5000 meter            | Tijd                  |
| ---------------------------------- | -------------------- | --------------- | ------------------------ | --------------------- | --------------------- | --------------------- | --------------------- | --------------------- |
| Holland Cup 1/IJsselcup            | Stefan Westenbroek   | 35,50           | Tim Prins                | 1.10,58               | Louis Hollaar         | 1.49,12               | Remo Slotegraaf       | 6.33,27               |
| Holland Cup 2a/Gruno Bokaal        | niet meetellend      | niet meetellend | niet op het programma    | niet op het programma | Sijmen Egberts        | 1.51,22               | Colin Duivenvoorden   | 6.33,73               |
| Holland Cup 3                      | Stefan Westenbroek   | 35,55           | Mats Siemons             | 1.10,98               | Mats Siemons          | 1.48,50               | Homme Jan de Groot    | 6.34,35               |
| Holland Cup 4a/Eindhoven Trofee    | niet meetellend      | niet meetellend | niet op het programma    | niet op het programma | Sijmen Egberts        | 1.52,12               | Kars Jansman          | 6.41,53               |
| Holland Cup 4s/Utrecht City Bokaal | Mats SiemonsKayo Vos | 36,2536,49      | Louis HollaarTijmen Snel | 1.11,771.12,83        | niet op het programma | niet op het programma | niet op het programma | niet op het programma |
| Holland Cup finale                 |                      |                 |                          |                       |                       |                       |                       |                       |
| Eindklassement                     |                      |                 |                          |                       |                       |                       |                       |                       |

### Vrouwen
| Wedstrijd                          | 500 meter                               | Tijd            | 1000 meter                  | Tijd                  | 1500 meter            | Tijd                  | 3000 meter            | Tijd                  |
| ---------------------------------- | --------------------------------------- | --------------- | --------------------------- | --------------------- | --------------------- | --------------------- | --------------------- | --------------------- |
| Holland Cup 1/IJsselcup            | Marit van Beijnum                       | 39,26           | Myrthe de Boer              | 1.19,65               | Esther Kiel           | 2.01,06               | Elisa Dul             | 4.14,40               |
| Holland Cup 2a/Gruno Bokaal        | niet meetellend                         | niet meetellend | niet op het programma       | niet op het programma | Gioya Lancee          | 2.01,86               | Robin Groot           | 4.14,89               |
| Holland Cup 3                      | Isabel Grevelt                          | 38,90           | Isabel Grevelt              | 1.16,84               | Robin Groot           | 2.01,33               | Robin Groot           | 4.09,87               |
| Holland Cup 4a/Kraantje Lek Trofee | niet meetellend                         | niet meetellend | niet meetellend             | niet meetellend       | Merel Conijn          | 2.02,90               | Bente Kerkhoff        | 4.18,00               |
| Holland Cup 4s/Utrecht City Bokaal | Maud LugtersChloé Hoogendoorn Pien Smit | 39,5340,41      | Pien Smit Chloé Hoogendoorn | 1.20,631.21,44        | niet op het programma | niet op het programma | niet op het programma | niet op het programma |
| Holland Cup finale                 |                                         |                 |                             |                       |                       |                       |                       |                       |
| Eindklassement                     |                                         |                 |                             |                       |                       |                       |                       |                       |

2010/2011 · 
2011/2012 · 
2012/2013 · 
2013/2014 · 
2014/2015 · 
2015/2016 · 
2016/2017 · 
2017/2018 · 
2018/2019 · 
2019/2020 · 
2020/2021 · 
2021/2022 · 
2022/2023 · 
2023/2024 · 
2024/2025